# Eredivisie 1999-2000
La Eredivisie 1999-00 fue la 44.ª edición de la Eredivisie. El campeón fue el PSV Eindhoven, conquistando su 12.ª Eredivisie y el 15.° título de campeón de los Países Bajos.

## Tabla de posiciones
| Pos. | Equipo                | PJ | PG | PE | PP | Pts. | GF  | GC | Dif. | Notas                                            |
| ---- | --------------------- | -- | -- | -- | -- | ---- | --- | -- | ---- | ------------------------------------------------ |
| 1    | PSV Eindhoven         | 34 | 27 | 3  | 4  | 84   | 105 | 24 | +81  | Liga de Campeones                                |
| 2    | Heerenveen            | 34 | 21 | 5  | 8  | 68   | 65  | 36 | +29  | Liga de Campeones                                |
| 3    | Feyenoord de Róterdam | 34 | 18 | 10 | 6  | 64   | 66  | 42 | +24  | Liga de Campeones Tercera ronda de clasificación |
| 4    | Vitesse               | 34 | 18 | 9  | 7  | 63   | 67  | 43 | +24  | Copa de la UEFA                                  |
| 5    | Ajax Ámsterdam        | 34 | 18 | 7  | 9  | 61   | 72  | 51 | +21  | Copa de la UEFA                                  |
| 6    | Twente                | 34 | 16 | 12 | 6  | 60   | 57  | 37 | +20  |                                                  |
| 7    | AZ Alkmaar            | 34 | 17 | 4  | 13 | 55   | 69  | 59 | +10  |                                                  |
| 8    | Roda JC 1             | 34 | 16 | 7  | 11 | 55   | 62  | 53 | +9   | Copa de la UEFA                                  |
| 9    | Willem II             | 34 | 13 | 9  | 12 | 48   | 55  | 65 | -10  |                                                  |
| 10   | Utrecht               | 34 | 14 | 4  | 16 | 46   | 55  | 61 | -6   |                                                  |
| 11   | RKC Waalwijk          | 34 | 12 | 6  | 16 | 42   | 44  | 67 | -23  | Copa Intertoto Tercera ronda                     |
| 12   | Fortuna Sittard       | 34 | 10 | 8  | 16 | 38   | 47  | 54 | -7   |                                                  |
| 13   | Sparta Rotterdam      | 34 | 11 | 4  | 19 | 37   | 48  | 75 | -27  |                                                  |
| 14   | De Graafschap         | 34 | 8  | 9  | 17 | 33   | 41  | 60 | -19  |                                                  |
| 15   | NEC Nijmegen          | 34 | 7  | 6  | 21 | 27   | 35  | 62 | -27  |                                                  |
| 16   | MVV Maastricht        | 34 | 6  | 7  | 21 | 25   | 38  | 68 | -30  | 2                                                |
| 17   | Cambuur Leeuwarden    | 34 | 6  | 7  | 21 | 25   | 35  | 66 | -31  | 2                                                |
| 18   | Den Bosch             | 34 | 4  | 11 | 19 | 23   | 36  | 74 | -38  | Descenso a la Eerste Divisie                     |

PJ = Partidos jugados; PG = Partidos ganados; PE = Partidos empatados; PP = Partidos perdidos; Pts. = Puntos; GF = Goles a favor; GC = Goles en contra; Dif. = Diferencia de goles

1 Ganador de la  Copa de los Países Bajos. 

2 MVV y Cambuur descienden después de perder los play-offs de descenso.

### Play-offs de ascenso y descenso
En la promoción de ascenso/descenso, ocho equipos (seis de la Eerste Divisie y dos de esta liga) fueron divididos en dos grupos. El ganador de cada grupo es promovido (o permanece) en la Eredivisie.
Grupo 1
| Pos. | Club            | PJ | PG | PE | PP | Pts | GF | GC | Notas                        |
| 1    | Groningen       | 6  | 5  | 1  | 0  | 16  | 19 | 7  | Ascenso a la Eredivisie      |
| 2    | Emmen           | 6  | 2  | 2  | 2  | 8   | 8  | 10 |                              |
| 3    | MVV             | 6  | 2  | 1  | 3  | 7   | 11 | 14 | Descenso a la Eerste Divisie |
| 4    | Heracles Almelo | 6  | 1  | 1  | 4  | 4   | 10 | 17 |                              |

Grupo 2
| Pos. | Club               | PJ | PG | PE | PP | Pts | GF | GC | Notas                        |
| 1    | RBC Roosendaal     | 6  | 3  | 2  | 1  | 11  | 10 | 7  | Ascenso a la Eredivisie      |
| 2    | Zwolle             | 6  | 3  | 1  | 2  | 10  | 14 | 7  |                              |
| 3    | Excelsior          | 6  | 2  | 1  | 3  | 7   | 11 | 14 |                              |
| 4    | Cambuur Leeuwarden | 6  | 1  | 2  | 3  | 5   | 6  | 13 | Descenso a la Eerste Divisie |